# Nation crie de Shoal Lake
La Nation crie de Shoal Lake est une Première Nation crie en Saskatchewan au Canada. Elle possède une réserve, Shoal Lake 28A (en).

## Géographie
La Nation crie de Shoal Lake possède une réserve, Shoal Lake 28A (en), dont le nom officiel est « Shoal Lake Indian Reserve No. 28A », qui a une superficie de 1 479 hectares, située à 92 km à l'est de Nipawin en Saskatchewan.

## Démographie
Les membres de a Première Nation de Shoal Lake sont des Cris. En janvier 2022, la bande avait une population inscrite totale de 1 168 membres dont 219 vivaient hors réserve.

## Gouvernance
La Nation crie de Shoal Lake est affiliée au conseil tribal de PADC Management Company.

## Annexe